# Hermann von und zu Brenken

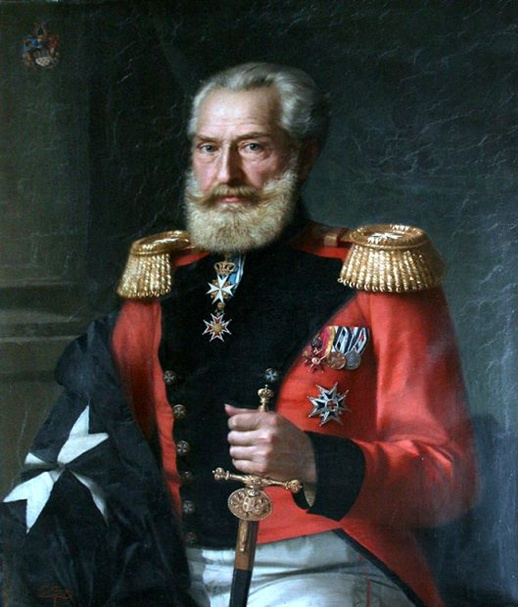
Hermann von und zu Brenken

Hermann Dietrich Dominikus Freiherr von und zu Brenken (* 20. März 1820 auf Schloss Erpernburg; † 13. Mai 1894 in Wewer) war Rittergutsbesitzer und Mitglied des Deutschen Reichstags.

## Leben
Hermann von und zu Brenken war der Sohn von Friedrich Carl von und zu Brenken aus dem westfälischen Adelsgeschlechts von und zu Brenken und dessen erster Ehefrau Theresia von Schade. Er besuchte das Gymnasium in Paderborn und die Universitäten Bonn, Würzburg und die Akademien Hohenheim und Tharandt. Nach umfangreichen Reisen war er Besitzer des Rittergutes Wewer und nach dem Tod seines Bruders Reinhard 1870 auch von Erpernburg, Vernaburg, Holthausen in Westfalen. Seine Frau Maria Freiin (Gräfin) von Haxthausen (1826–1880), einzige Tochter des Werner von Haxthausen brachte die Güter – Neuhaus mit Burg Salzburg in Bayern mit. Brenken war Kreisdeputierter seit 1854, Gemeinderat-Mitglied, Lieutenant a. D., Präsident des St.-Michaels-Vereins und Mitglied vieler anderer Vereine und Gesellschaften.
Von 1860 bis 1877 und erneut 1885 war er Mitglied des Provinziallandtags der Provinz Westfalen.
Zwischen 1874 und 1884 war er Mitglied des Deutschen Reichstages für das Zentrum und den Wahlkreis Regierungsbezirk Minden 4 (Paderborn-Büren).